# 中国华能集团

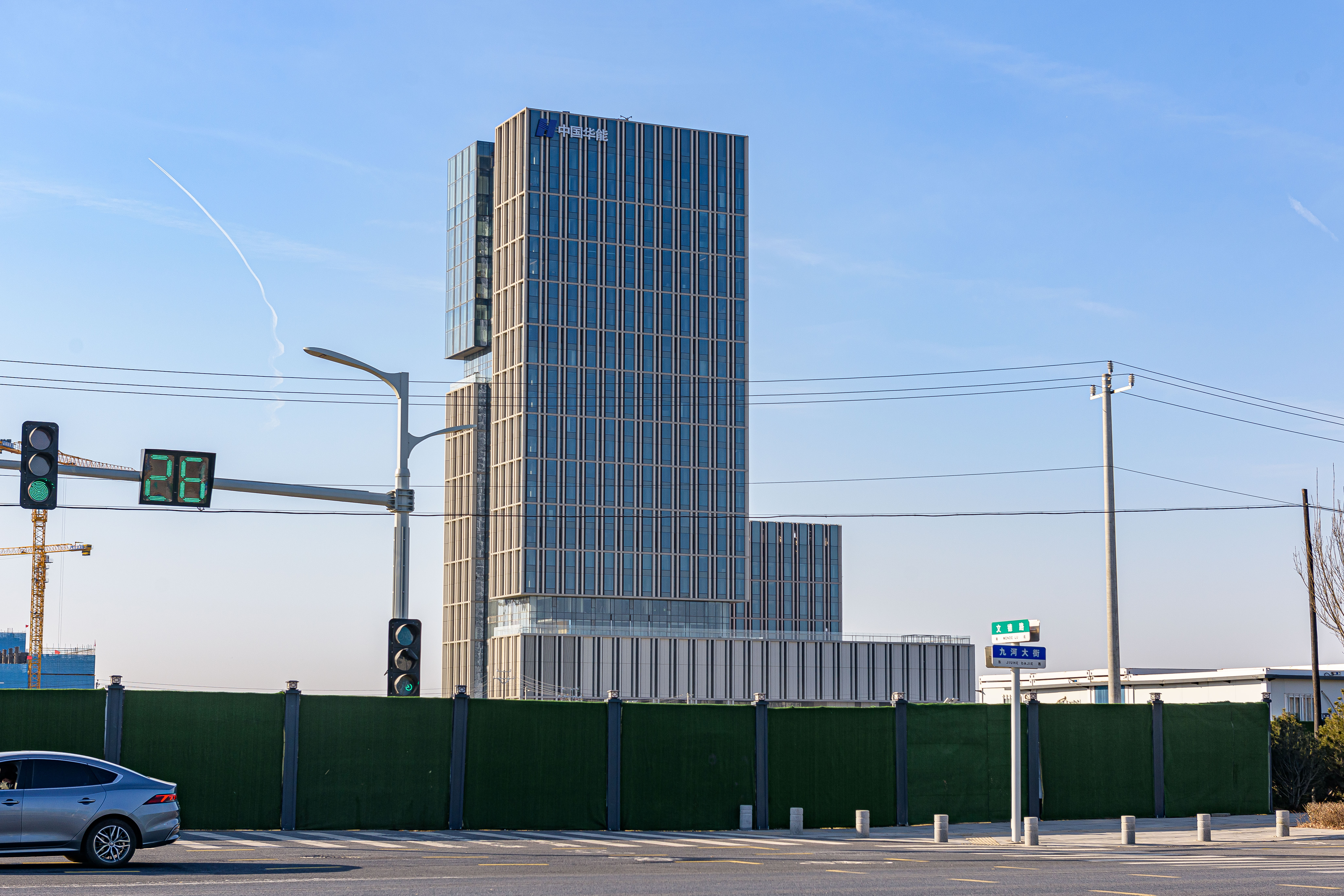
华能雄安总部

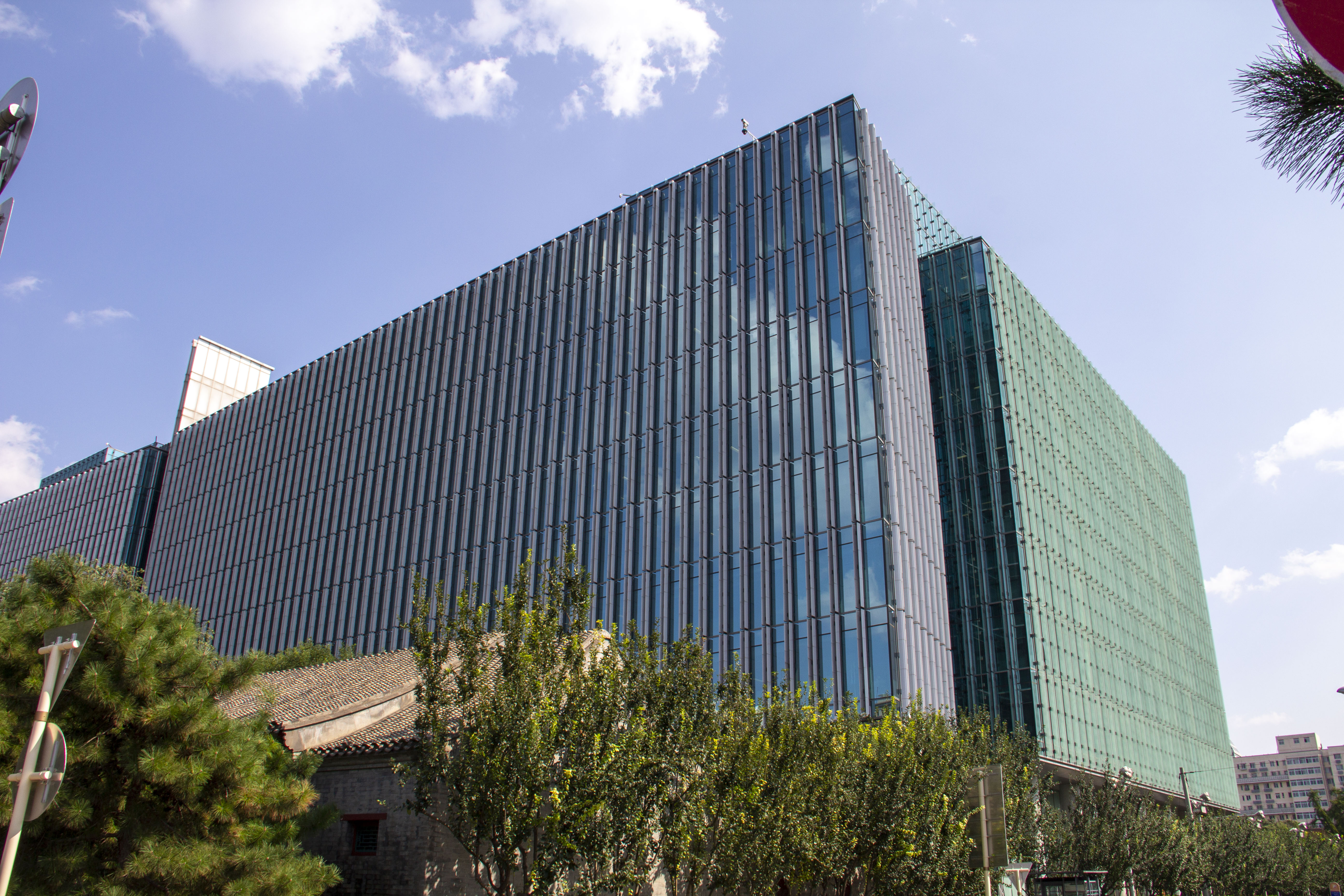
位于北京复兴门内大街的总部

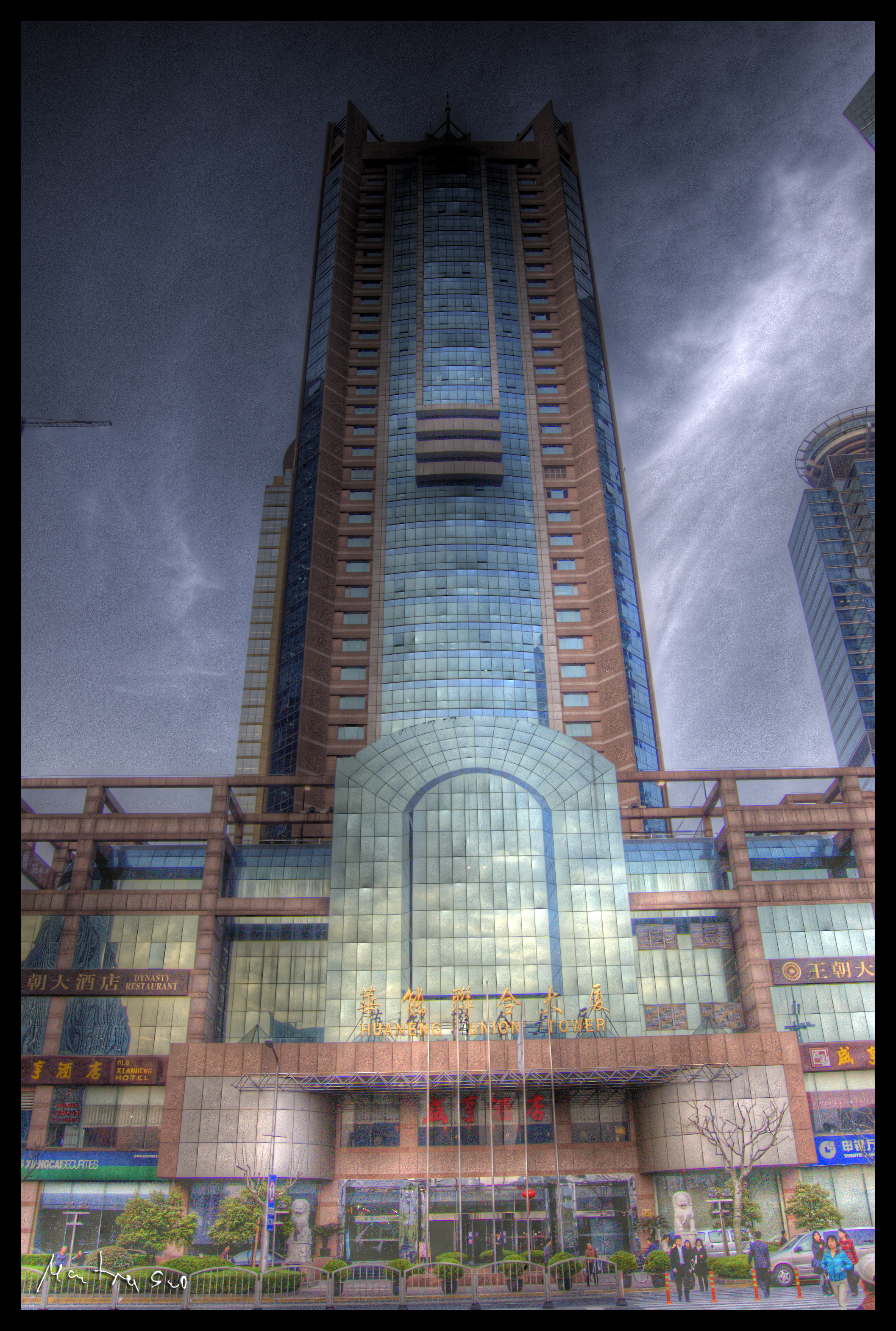
位于上海浦东的华能综合大厦

中国华能集团有限公司（英語：China Huaneng Group Co., Ltd.，缩写：China Huaneng），是以经营电力产业为主的国有中央企业，由国务院国有资产监督管理委员会监管。
华能集团是上市公司华能国际电力、内蒙华电、新能泰山和华能澜沧江水电的控股公司。1985年创立，截至2020年底，公司全资及控股电厂装机19733万千瓦，为电力主业发展服务。
2020年《财富》杂志世界500强，华能集团排名第266位。

## 歷史
华能集团建立於1989年（1月24日举行成立大会，3月31日登记注册），初時擁有主要子公司华能国际电力开发公司（1985年創立）、华能精煤公司、华能发电公司、华能原材料公司、中国（华能）工程技术开发公司、华能科技发展公司、华能金融公司、华能综合利用公司、华能实业开发服务公司共9間国家计委煤代油办公室旗下华能系公司，以及，原水电部管理的华电电力技术开发公司、华源电力综合利用开发公司、华电工程建设公司，华电南方（集团）公司共四間公司，並擁有原屬康华发展总公司的"康华国际易货贸易公司"。华能系公司是在1980年代，國家設立煤代油專項资金，並以該項资金設立的一系列公司，1989年改由中国华能集团統一管理。
1994年，华能国际电力开发公司分拆資產上市，成立孫公司华能国际电力股份有限公司，10月該公司的美國存託憑證（ADS）於纽约证券交易所上市。現時"华能国际电力"一詞一般指後者。同年8月山东华能发电的亦以ADS形式於纽约证券交易所上市。
1995年，华能精煤公司亦分立為另一個獨立國有企業集團神華集團，由国家计委代管。而剩餘的华能集团則自1993年起，主要由电力工業部管理。
1997年至2002年华能集团是國家電力公司的子公司。2002年，国务院印发《电力体制改革方案》，国家电力公司被撤銷，华能集团接收部分國家電力公司資產，例如云南澜沧江水电开发（現名华能澜沧江水电）。2005年，本由内蒙古自治区人民政府所控股的北方联合电力成為华能集团子公司，佔股51%，华能集团間接控股上市公司"内蒙古蒙电华能热电"（内蒙华电）。
2011年6月風力發電子公司华能新能源於港交所上市。
2017年6月华能集团与泰康集团签署战略合作框架协议。
2017年12月华能集团由全民所有制工业企业改為國有獨資有限公司。同月华能澜沧江水电於上交所掛牌上市。

## 架構
| 办公厅(党组办公室)          | 规划发展部                  | 预算与综合计划部                    | 企业管理与法律事务部 |
| 市场营销部                  | 燃料部                      | 财务部                              | 资本运营与股权管理部 |
| 安全监督与生产部            | 科技环保部                  | 基本建设部                          | 物资部               |
| 国际合作部                  | 人力资源部 离退休人员办公室 | 纪检监察部                          | 审计部               |
| 党建工作部                  | 工会工作委员会              | 电力开发事业部 页岩气开发利用办公室 | 核电事业部           |
| 煤炭事业部 煤化工管理办公室 |                             |                                     |                      |

子公司：
- 华能国际电力开发公司
- 绿色煤电有限公司
- 华能国际电力股份有限公司
- 华能新能源股份有限公司
- 华能核电开发有限公司
- 华能能源交通产业控股有限公司
- 华能煤业有限公司
- 中国华能集团燃料有限公司
- 华能资本服务有限公司
- 中国华能财务有限责任公司
- 中国华能集团清洁能源技术研究院有限公司
- 华能综合产业公司
- 华能置业有限公司
- 中国华能集团香港有限公司
- 华能海外企业管理服务有限公司
- 西安热工研究院有限公司
- 华能集团技术创新中心

## 股權投資
- 深圳能源 （透過華能國際電力）
- 永诚财产保险（透過华能资本服务、北方联合电力及深圳能源）
- 浙江東南發電（已結業）
- 浙能电力 （4.21%）[19]